# Управляемая цепная реакция
Управляемая цепная реакция(УЦР), также известная как ядерная реакция с контролем - это процесс деления атомных ядер под воздействием нейтронов, при котором удается поддерживать реакцию под контролем, регулируя количество и энергию освобождаемых нейтронов. Этот процесс играет ключевую роль в работе атомных реакторов и взрывных устройствах, таких как атомные бомбы.
- В контексте атомных бомб управляемая цепная реакция используется для достижения ядерного взрыва. Здесь основное усилие направлено на максимизацию количества высвобожденной энергии, и управление реакцией не предпринимается.
- В атомных реакторах, таких как ядерные электростанции, управляемая цепная реакция используется для производства энергии. Управление реакцией позволяет поддерживать стабильный поток энергии, предотвращая ее не контролируемый выброс, что могло бы привести к катастрофическим последствиям.

Таким образом, УЦР - это процесс деления атомных ядер с контролем, который может быть использован как для производства энергии, так и для создания взрыва.